# Vagnhallen Majorna
Vagnhallen Majorna är en fordonshall i Kungsladugård i Göteborg där Göteborgs spårvägar AB sedan 1921 förvarar en del av sina spårvagnar. Vagnhallen har 20 spår på tillsammans 2 700 meter.

## Historia
Vagnhallen Majorna är Göteborgs Spårvägars äldsta och största drifthall, och togs i drift 1921. 1952 byggdes den ut åt sydost, det vill säga den sida som räknas som hallens baksida. Hallen blev då ungefär dubbelt så stor. Inne i hallen kan man fortfarande se stolparna i vilka de gamla portarna satt.
Vagnhallens tak kläddes en gång i tiden in med gips. När detta gjordes kontrollerades inga fuktskador. Mellan 2015 och 2016 utfördes takreparationer i hallen då det kommit in såpass mycket fukt innanför takstolarnas gips att taket höll på att rasa in.

## Användning
På vardagar tas 70 vagnset ut i trafik från hallen, varav ca 65 ledvagnar, och cirka 8 tågset med M29:or. Vagnhallen är hemmastation för alla M29:or, och i hallen finns alla reservdelar till de vagnar. Allt planerat underhåll av dessa vagnar, samt arbeten på M31:or (300-330) och några enklare arbeten på M32:or. Hallen har även en bygelverkstad där reparationer av vagnarnas strömavtagare utförs. I hallen finns bara vagnslyft för M28:or och M29:or. Dessa vagnar kan bara lyftas i Vagnhallen Majorna, eller i Gårdahallen, Spårvägssällskapet Ringliniens vagnhall.

## Galleri

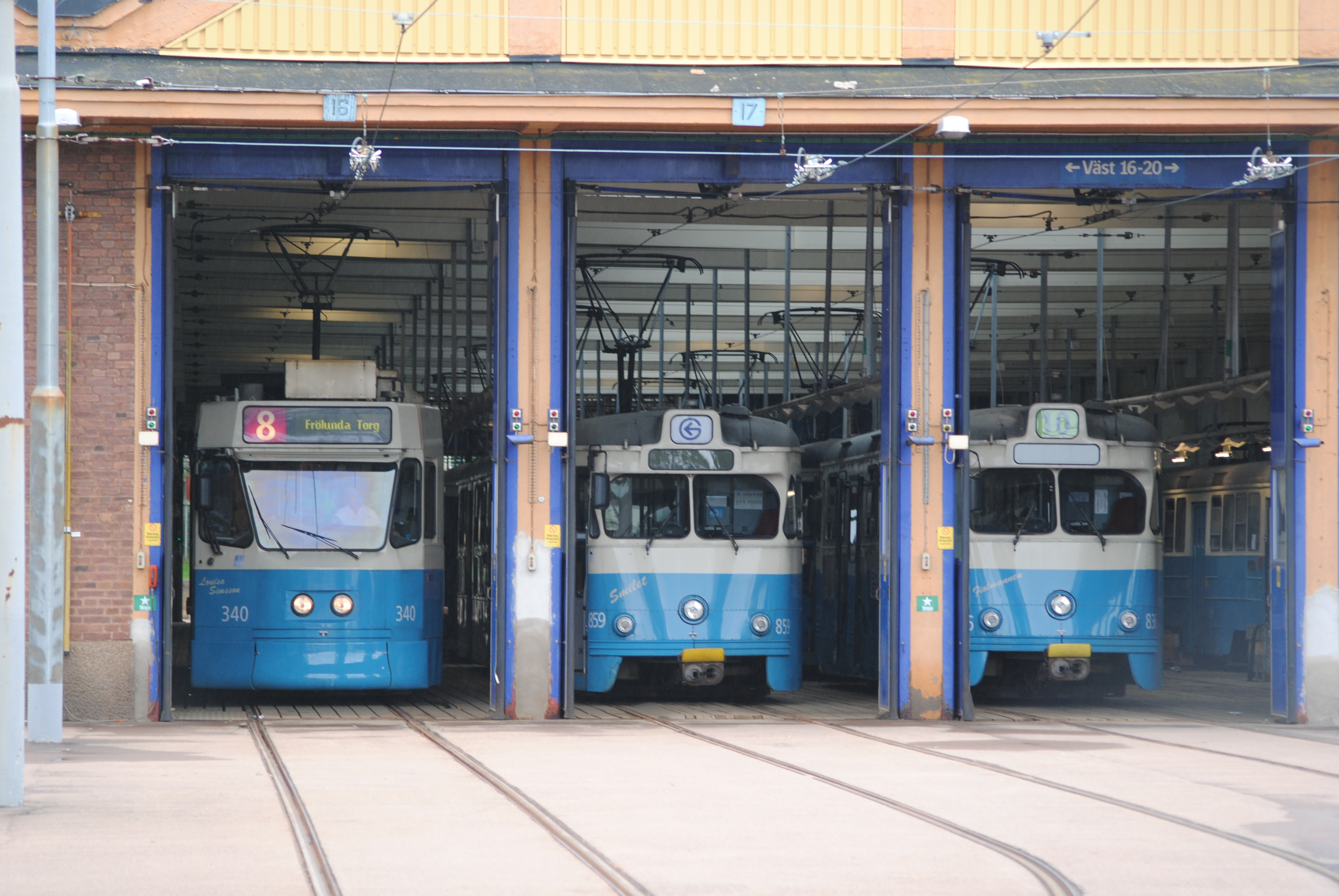
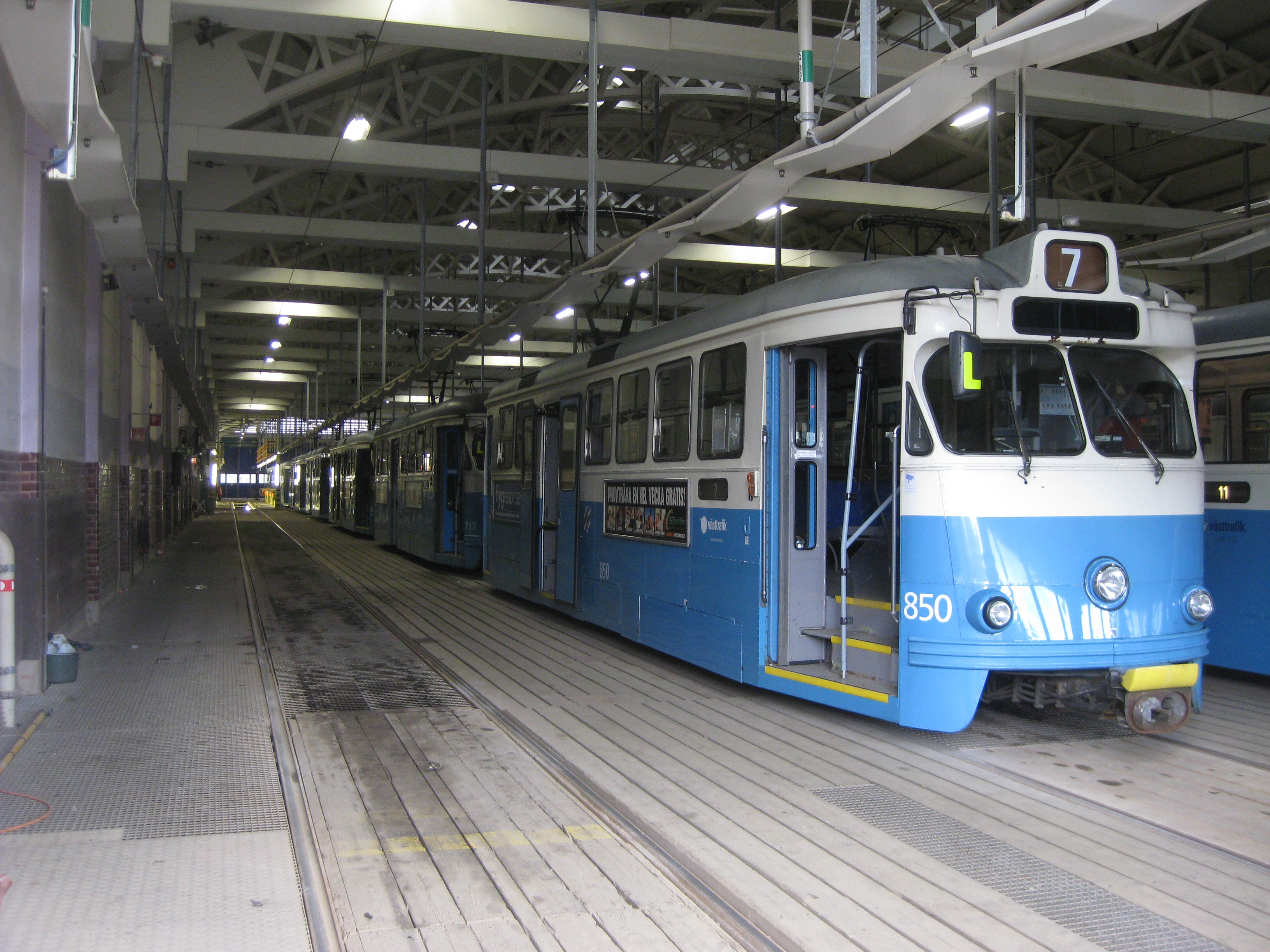
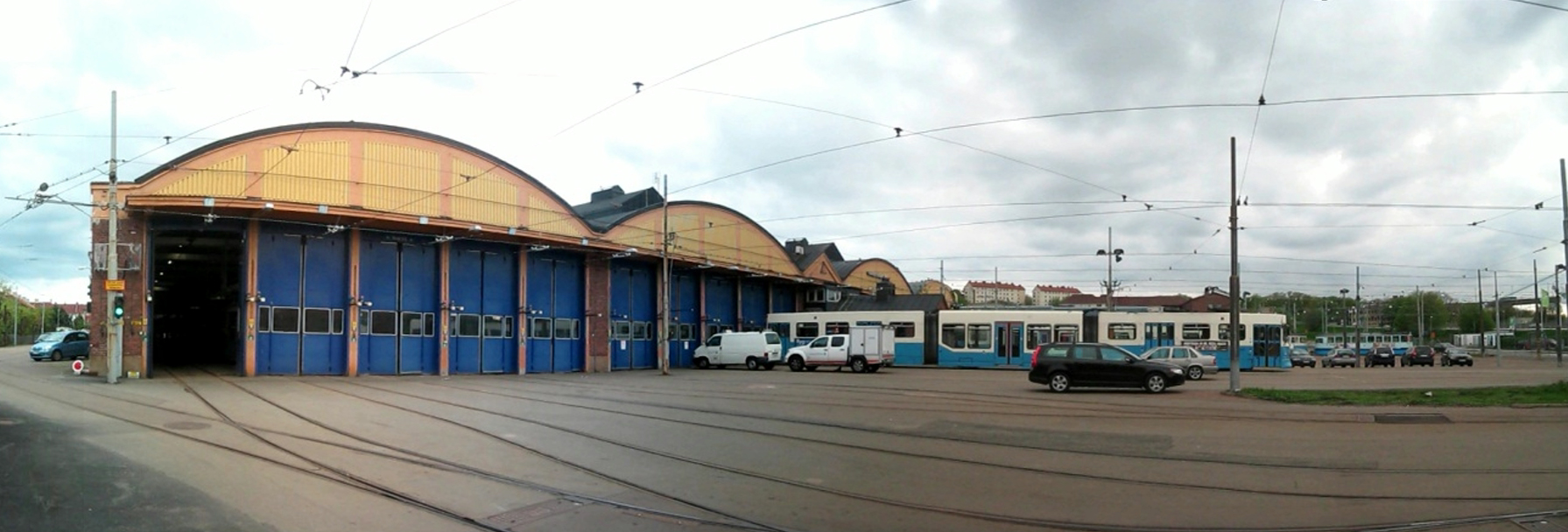
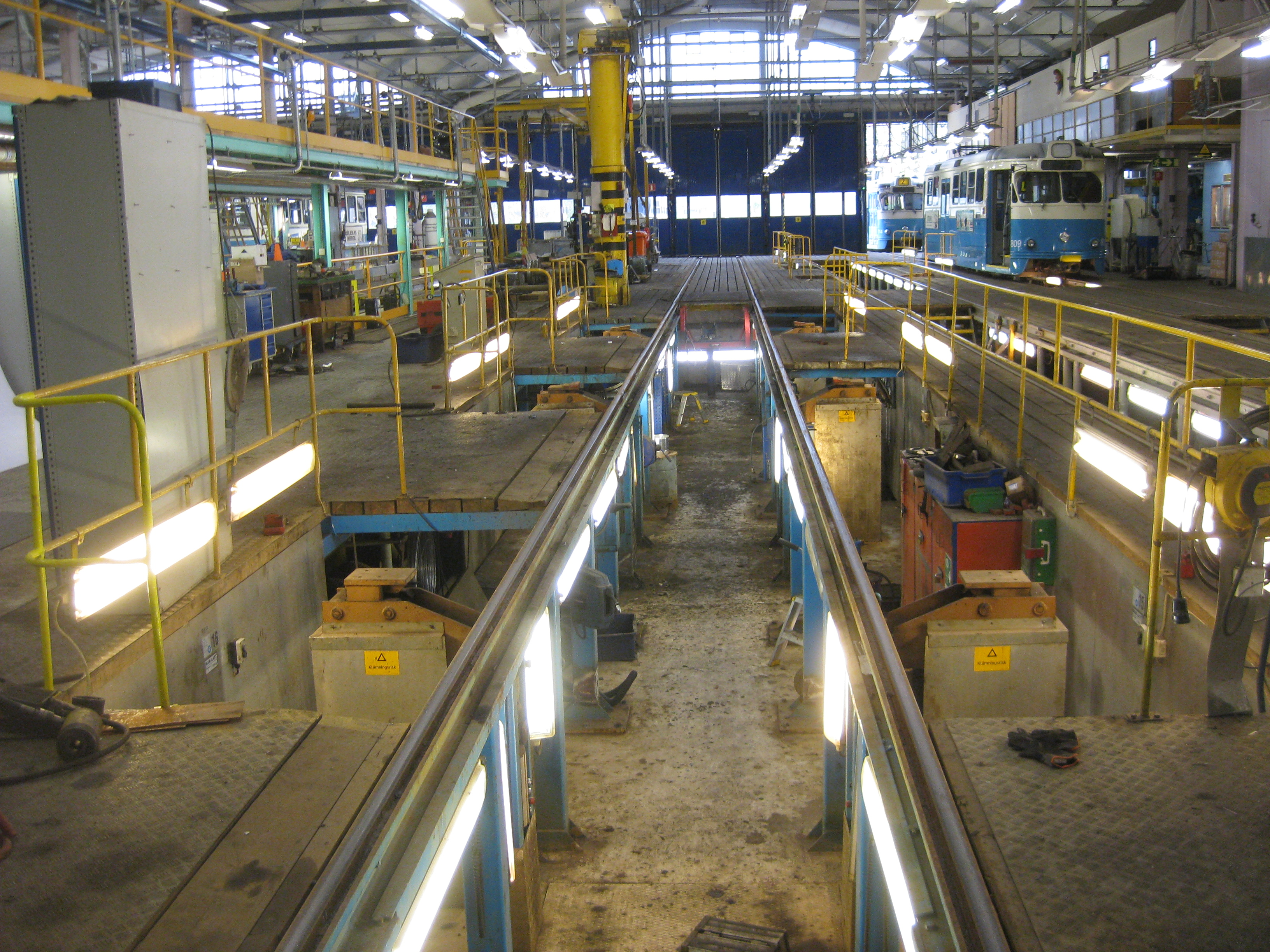
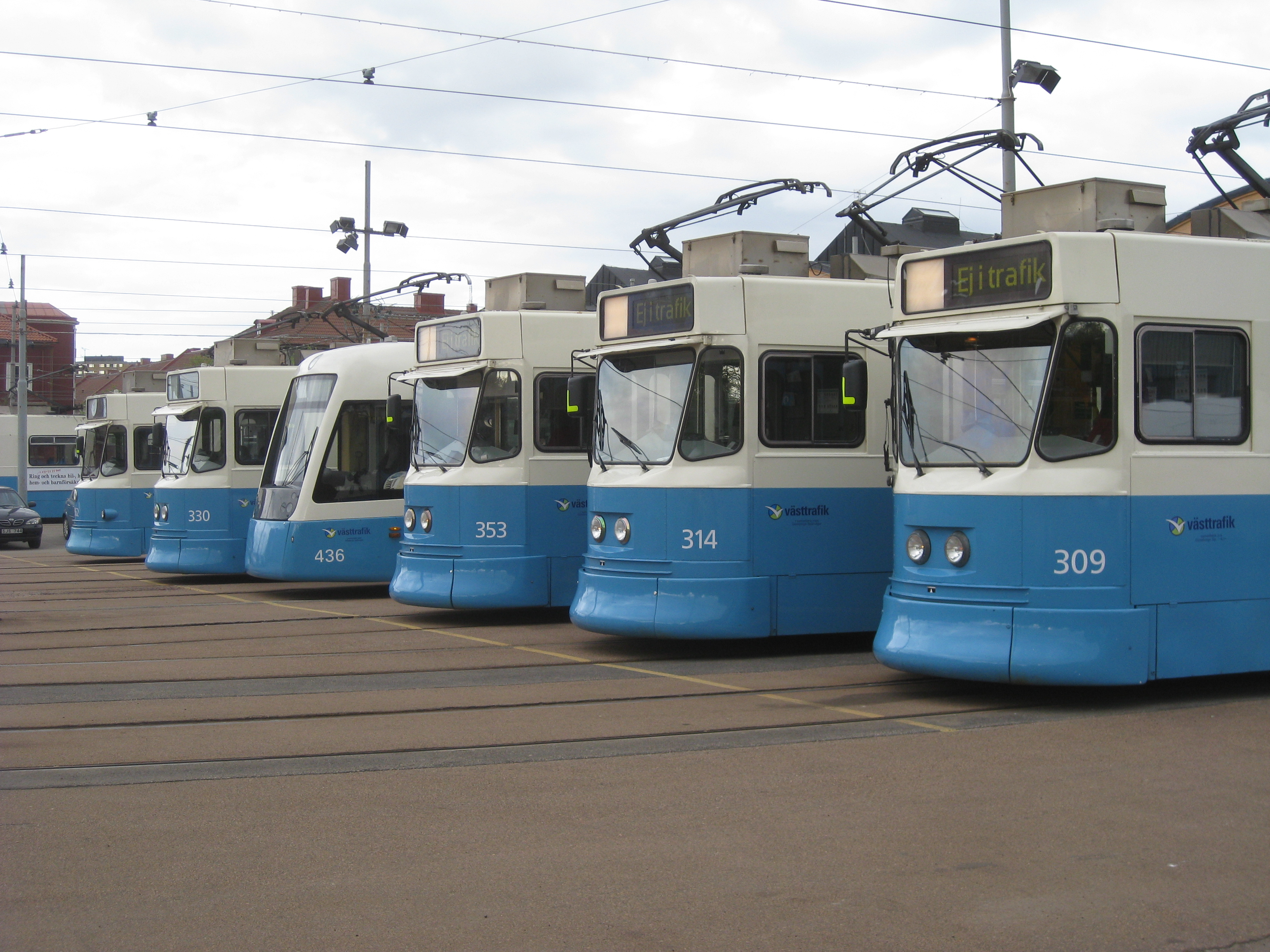